# Glénic
Glénic là một xã thuộc tỉnh Creuse trong vùng Nouvelle-Aquitaine miền trung nước Pháp. Đó là một ngôi làng nhỏ nằm ở trung tâm tỉnh và là một phần của bang Creuse. Xã có nhiều cảnh đẹp tự nhiên và là nơi có nhiều di tích lịch sử, như Église Saint-Martial, Prieuré Saint-Georges, Châteaux de la Terne và de la Bazine. Glénic còn được biết đến với di sản nông nghiệp phong phú và nổi tiếng với truyền thống làm pho mát và làm rượu vang. Église Saint-Martial là một nhà thờ Công giáo thuộc giáo xứ Glénic thuộc tỉnh Creuse của Pháp. Đây là một di tích lịch sử và nằm ở trung tâm thị trấn Glénic. Nhà thờ được thánh hiến vào thế kỷ 12 và là trung tâm của giáo xứ từ thế kỷ 13.
Prieuré Saint-Georges là một tu viện nằm ở làng Glénic thuộc tỉnh Creuse ở miền trung nước Pháp. Nó được dành riêng cho Thánh George và được thành lập vào thế kỷ thứ 11. Tu viện đã bị phá hủy trong Cách mạng Pháp và sau đó được xây dựng lại vào thế kỷ 19. Các tòa nhà chính của tu viện, bao gồm nhà thờ, tu viện và nhà chương, đã được liệt kê là di tích lịch sử từ năm 1958...

## Dân số
| Năm | 1962 | 1968 | 1975 | 1982 | 1990 | 1999 | 2005 |
| --- | ---- | ---- | ---- | ---- | ---- | ---- | ---- |
| Dân số | 531  | 574  | 531  | 581  | 605  | 593  | 618  |
| From the year 1962 on: No double counting—residents of multiple communes (e.g. students and military personnel) are counted only once. |      |      |      |      |      |      |      |